# Ultraactivitatea legii penale

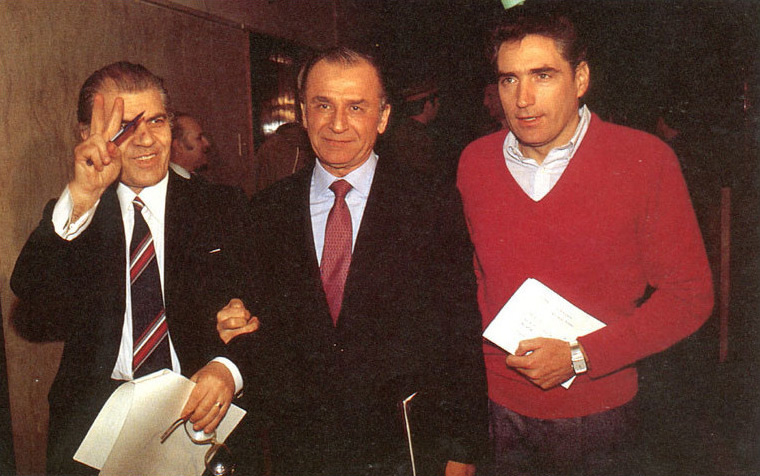
Un exemplu de legi ce ultraactivează sunt legile temporare emise de Consiliul Frontului Salvării Naționale.

În dreptul penal, ultraactivitatea legii penale face referire la posibilitatea unei legi penale de a produce efecte juridice și după momentul abrogării sale.
Ultraactivitatea nu poate fi confundată cu aplicarea legii penale anterioare mai favorabile. În Codul Penal al României, cele două instituții sunt separate în articole diferite (legea mai favorabilă în articolele 5 și 6, ultraactivitatea în articolul 7) tocmai pentru a indica caracterul de excepție al ultraactivității legii penale.